# عودة الشرير
عودة الشرير (بالهندية: एक विलेन रिटर्न्स)‏ هو فيلم إثارة هندي لعام 2022. من تأليف وإخراج موهيت سوري، ومن بطولة جون أبراهام وأرجون كابور وديشا باتاني وتارا سوتاريا. أصدر الفيلم مسرحياً في 29 يوليو 2022.

## روابط خارجية
- عودة الشرير على موقع IMDb (الإنجليزية)
- عودة الشرير على موقع قاعدة بيانات الأفلام العربية
- عودة الشرير على موقع قاعدة بيانات الفيلم (الإنجليزية)
- عودة الشرير على موقع ليتربوكسد (الإنجليزية)
- عودة الشرير على موقع كينوبويسك (الروسية)